# Graciana Belca
Graciana Belca var en spansk kvinna som 1560 blev föremål för en undersökning om häxeri. 
Graciana Belca kom från byn Vidángoz i Roncaldalen i Navarra. År 1560 arresterades hon och fängslades i Pamplona, anmäld för att ha förorsakat i princip varenda sjukdom, stöld och olycka som hade inträffat i byn under många år, och för att ha hotat sina grannar. Hon ska enligt beskrivningen länge ha varit beryktad för att vara en dålig kristen, en förgiftare och häxa. Hon åtalades tillsammans med Maria Lopez, som framgångsrikt påstod att Belca hade förhäxat henne med örter. Undersökningen mot Graciana Belca omfattade två hela pärmar. Hon torterades när hon vägrade erkänna sig skyldig, och dömdes sedan till tvåhundra piskrapp och tio års förvisning. Hennes fall var det första i Navarra på tjugo år och ses som typiskt för spanska häxprocesser. 